# Arenivaga floridensis
Arenivaga floridensis je druh švába z čeledi Corydidae endemicky se vyskytující na Floridě. Jeho přirozeným prostředím výskytu jsou floridské křovinaté a písčité hřebeny. Jako první tento druh v roce 1918 popsal Andrew Nelson Caudell.